# بنات الليل (فلم)
بنات الليل فيلم مصري تم إنتاجه عام 1955، إخراج حسن الإمام وبطولة مديحة يسري وكمال الشناوي وحسين رياض.

## تمثيل
- مديحة يسري
- كمال الشناوي
- حسين رياض
- زوزو حمدي الحكيم
- ثريا حلمي
- حمدي غيث
- هند رستم
- فردوس محمد

## روابط خارجية
- مقالات تستعمل روابط فنية بلا صلة مع ويكي بيانات